# 阿仑氏
阿仑氏是历史上铁勒族的姓氏。《北史》及《隋書》中都曾記載高車（即鐵勒族）部族中有十二個姓，阿侖氏即為其中一個。现代已无此姓。